# Robert Houghwout Jackson
Robert Houghwout Jackson (ur. 13 lutego 1892 w Spring Creek, Pensylwania, zm. 9 października 1954 w Waszyngtonie) – prokurator generalny Stanów Zjednoczonych w latach 1940–1941 i sędzia Sądu Najwyższego Stanów Zjednoczonych (1941–1954), w głównym procesie norymberskim oskarżyciel z ramienia USA (po wydaniu wyroku złożył urząd, a jego następcą na stanowisku oskarżyciela w procesach norymberskich następczych był gen. Telford Taylor).

## Życiorys
Urodził się w Spring Creek w stanie Pensylwania. Rozpoczął karierę zawodową jako radca prawny, następnie objął funkcję prokuratora podlegającego gubernatorowi Nowego Jorku Franklina Delano Roosevelta (przyszłego prezydenta Stanów Zjednoczonych). Później podjął pracę w Waszyngtonie, gdzie otrzymał urząd prokuratora generalnego i w 1941 został sędzią Sądu Najwyższego. Po zakończeniu II wojny światowej otrzymał nominację na głównego oskarżyciela z ramienia USA w sprawie zbrodni wojennych przed Międzynarodowym Trybunałem Wojskowym w Norymberdze. Po zakończeniu procesu powrócił do Sądu Najwyższego USA w Waszyngtonie, gdzie pracował do śmierci.
26 czerwca 1946 Uniwersytet Warszawski przyznał mu tytuł doktora honoris causa. Jego postać pojawiała się m.in. w filmie Epilog norymberski (reż. Jerzy Antczak, 1970), gdzie jego rolę zagrał Andrzej Łapicki, oraz miniserialu pt. Norymberga (2000, reż. Yves Simoneau), w którym jego rolę zagrał Alec Baldwin.